# Little Bit of Love
Little Bit of Love is een nummer van de Britse singer-songwriter Tom Grennan uit 2021. Het is de vierde single van zijn tweede studioalbum album Evering Road.
In het nummer zingt de ik-figuur dat hij spijt heeft van zijn breuk met een meisje. Hij mist haar liefde en wil hun relatie een nieuw leven in blazen. Volgens Grennan gaat het nummer "over de mentale worsteling om door te gaan, of om terug te gaan naar een relatie". "Little Bit of Love" werd een hit in diverse Europese landen, waaronder in Grennans thuisland het Verenigd Koninkrijk, waar het goed was voor een 7e positie. In de Nederlandse Top 40 bereikte het nummer de 3e positie, en ook in de Vlaamse Ultratop 50 werd de 7e positie gehaald.